# La Baule-Escoublac

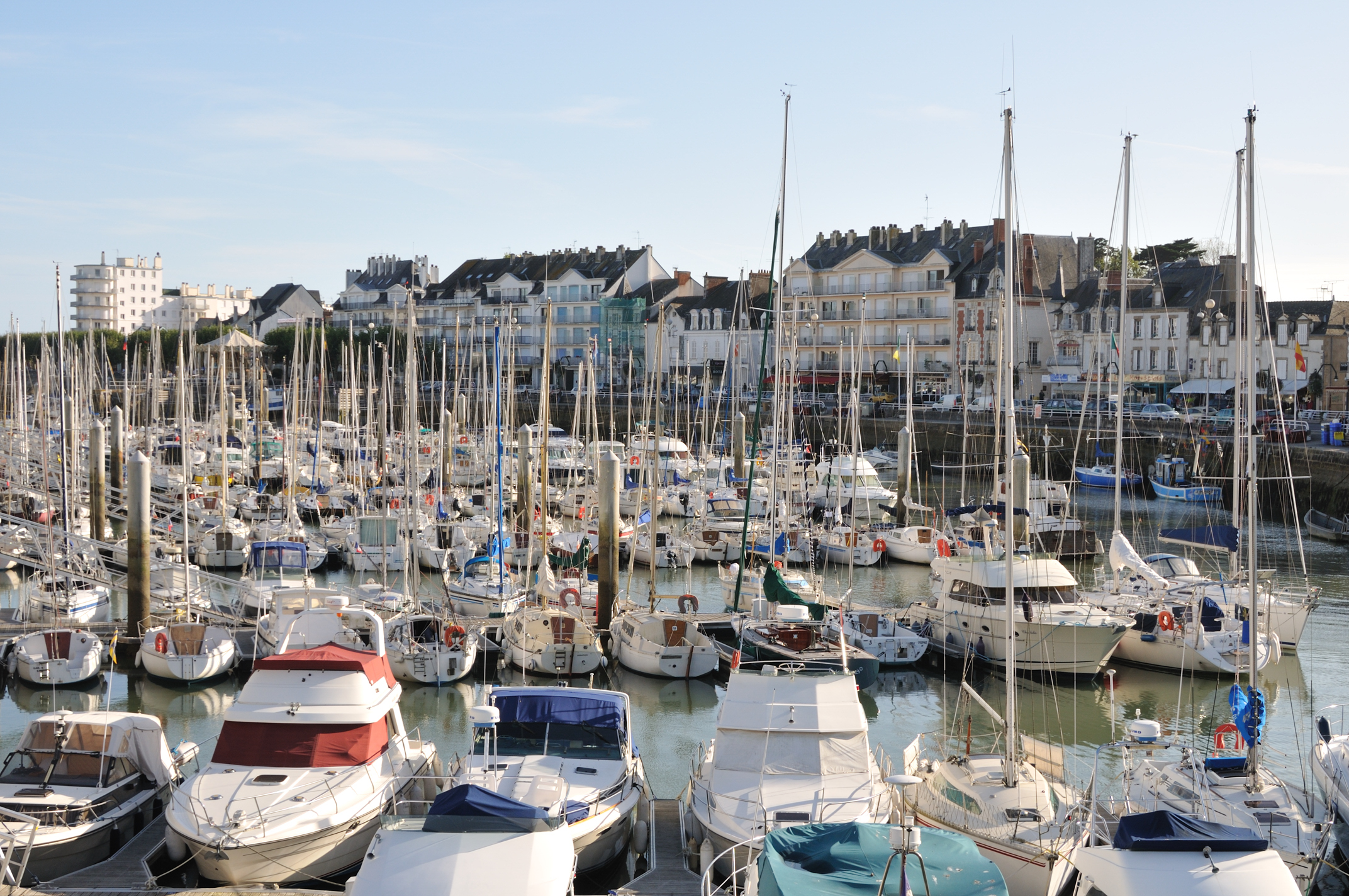
Småbåtshamn i La Baule-Escoublac.

La Baule-Escoublac, i folkmun ofta bara La Baule, är en fransk kommun och turistort i departementet Loire-Atlantique, Pays-de-la-Loire. Staden har en  12 kilometer sandstrand. Kommunen hade 16 613 invånare år 2022, på en yta av 22,19 km².
På bretonska heter orten Ar Baol-Skoubleg.

## Historia
År 1779 begravdes bebyggelsen under en sandstorm, vilket gjorde att man sedan återuppbyggde den längre in mot land. Stadens äldre delar finns därför bakom de stora turistkomplex som idag ligger längs med stranden.

## Befolkningsutveckling
Antalet invånare i kommunen La Baule-Escoublac
| Referens: INSEE |